# ترمولو (ئی‌پی)
| بررسی انتقادی  | بررسی انتقادی |
| منبع           | رتبه‌بندی      |
| -------------- | ------------- |
| آل‌میوزیک       | link          |
| رابرت کریستگاو | A− link       |

«ترمولو» (Tremolo) یک ئی‌پی از گروه موسیقی آلترنتیو راک مای بلادی ولنتاین است که در سال ۱۹۹۱ میلادی منتشر شد. نام آلبوم اشاره‌ای به استفاده و تأکید گروه بر روی تکنیک‌های ترمولو و ویبراتو برای ایجاد اصواتی رویاگونه و محوشده است.

## دست‌اندرکاران
مای بلادی ولنتاین
- بیلیندا باچر – خواننده، گیتار
- کولم اُ سیوسویگ – درامز
- دبی گوج – گیتار باس
- کوین شیلدز – خواننده، گیتار، سمپلر

مسئولین تکنیکی
- آلن مولدر – مهندس صوت
- مای بلادی ولنتاین – تهیه‌کننده
- دیزاین‌لند – طراحی
- سم هریس – عکاس